# Villa des Lyanes
La villa des Lyanes est une voie du 20e arrondissement de Paris, en France.

## Situation et accès
La villa des Lyanes est une voie publique située dans le 20e arrondissement de Paris. Elle débute au 16, rue des Lyanes et se termine en impasse.

## Origine du nom
Elle porte ce nom en raison du voisinage de la rue des Lyanes.

## Historique
Cette voie, précédemment dénommée « villa des Lyannes » (avec 2 n), devient « villa des Lyanes » (avec 1 seul n) et est classée dans la voirie parisienne par un arrêté municipal du 9 avril 1992.